# Estádio Municipal de Portimão
Estádio Municipal – stadion piłkarski w Portimão, w Portugalii. 

## Charakterystyka
Został otwarty w 1937 roku. Może pomieścić 6204 widzów. Swoje spotkania na stadionie rozgrywają piłkarze klubu Portimonense SC.